# Jüdischer Friedhof (Arloff)

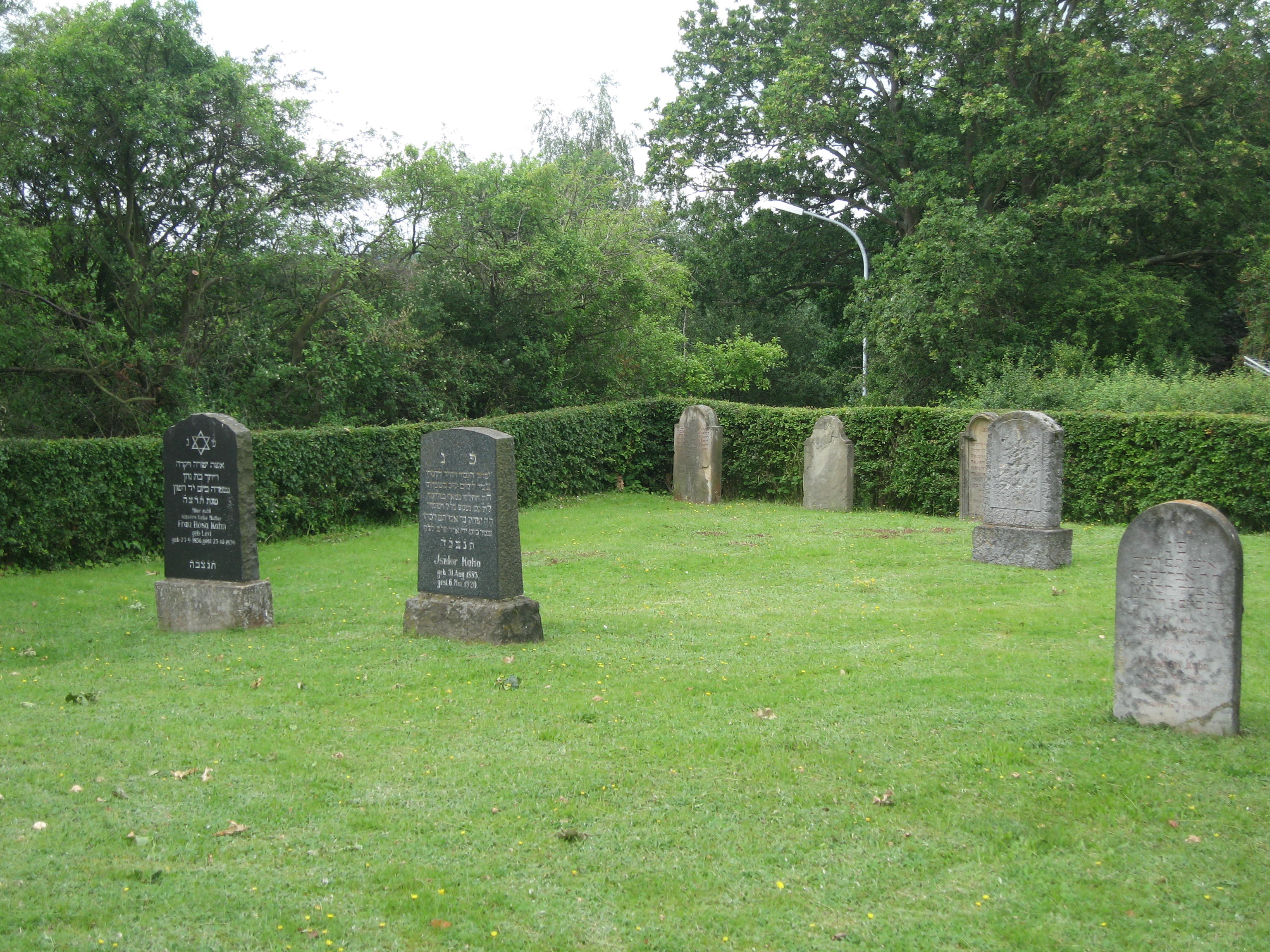
Jüdischer Friedhof Arloff

Der Jüdische Friedhof Arloff liegt in Arloff, einem Stadtteil von Bad Münstereifel im Kreis Euskirchen in Nordrhein-Westfalen.
Auf dem jüdischen Friedhof, der von vor 1876 bis 1934 belegt wurde, stehen noch zehn Grabsteine (Mazewot).